# Piment de la Jamaïque
Pimenta dioica
Espèce
Classification phylogénétique
Le piment de la Jamaïque ou poivre de la Jamaïque (Pimenta dioica)  est une espèce de plantes à fleurs de la famille des Myrtaceae. C'est un arbre des régions tropicales d'Amérique, dont les fruits sont à l'origine d'une épice appelée tout-épice ou quatre-épices. Le nom quatre-épices est ambigu car souvent aussi utilisé pour désigner un mélange de 4 épices qui a un goût identique au tout-épice. 

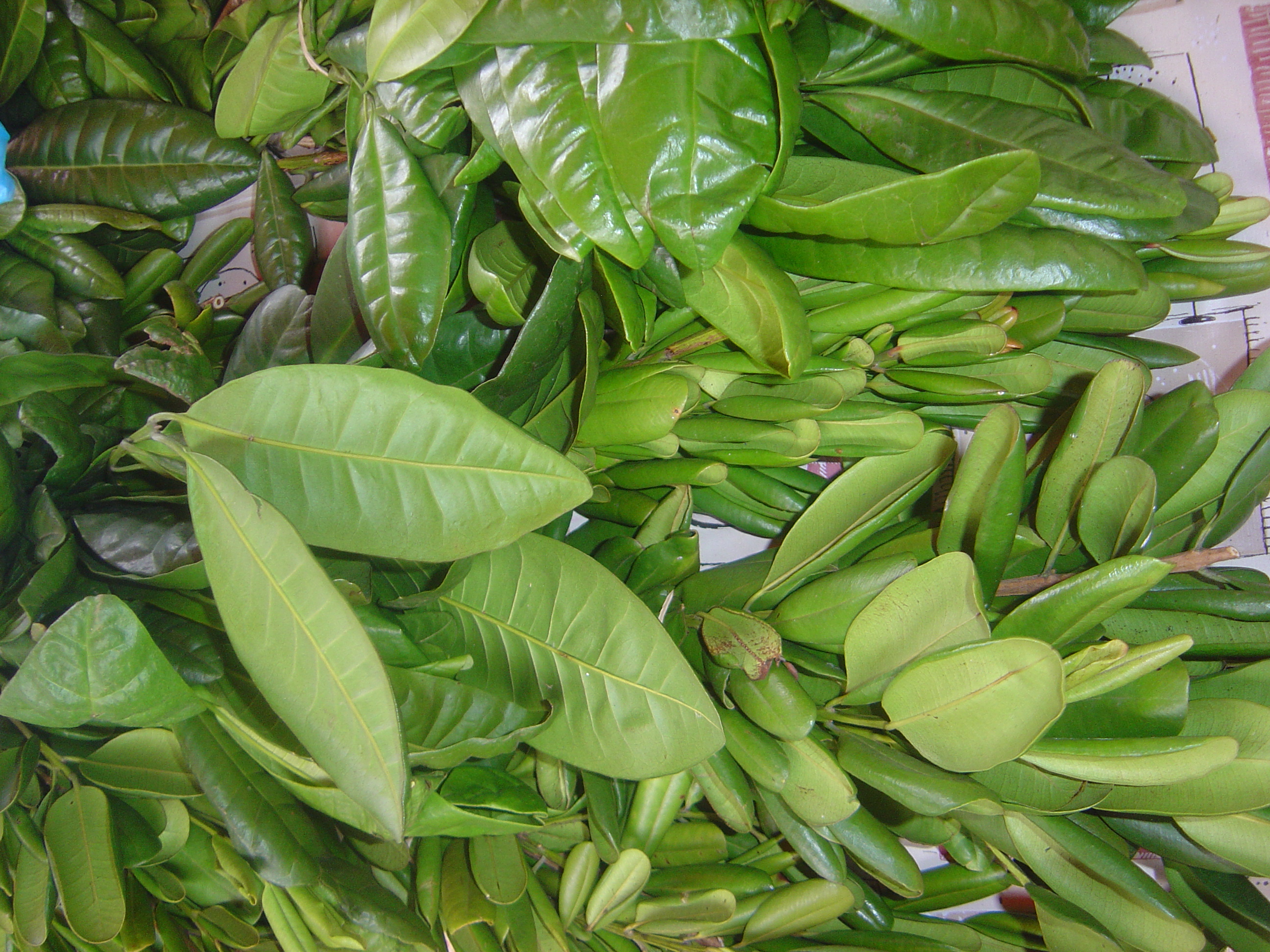
Feuilles

## Noms vernaculaires
- français : Poivre de la Jamaïque, piment de la Jamaïque, quatre-épices, tout-épice, piment-giroflée, poivrier-giroflée, poivre aromatique, bois d'inde, épices bois d'Inde.
- allemand : Piment, Neugewürz, Allgewürz, Nelkenpfeffer, Jamaicapfeffer, Englisches Gewürz.
- anglais : allspice, Jamaica pepper, Myrtle pepper, Pimento, Newspice.
- arabe : فلفل إفرنجي (Falfal 'iifrinji), Bhar hub wa na'im
- arabe darija (Maroc) : نويويرة (Nowiwira)
- arabe (Algérie) : "kebbaba".
- bulgare : бахар (bakhar)
- chinois : 多香果 (Duō Xiāng Guǒ)
- créole : bwadenn
- danois : allehånde
- espagnol : Pimienta de Jamaica, Pimienta gorda, Pimienta de olor, Malagueta, Guayabita (Venezuela)
- finnois : maustepippuri.
- grec : μπαχάρι (bakhari)
- italien : Pimento, Pepe di Giamaica.
- letton : Smaržīgie pipari, Jamaikas pipars.
- néerlandais : Jamaica peper, Piment.
- polonais : Ziele angielskie
- portugais : Pimenta da Jamaica.
- roumain : Ienibahar.
- russe : Ямайский перец (Yamaiskiy perets), Пимента лекарственная (Pimenta lekarstvennaia)
- suédois : kryddpeppar.
- tchèque : Nové koření
- turc : yenibahar
- ukrainien : Духмяний перець (Doukhmyaniy Perets)

## Description
C'est un arbre d'environ 10 mètres de haut aux feuilles entières, opposées, persistantes, oblongues-acuminées. Ses feuilles dégagent une forte odeur de girofle.
Les fruits sont des baies sphériques de petite taille (10 à 15 millimètres de diamètre) contenant deux graines, de couleur rouge à maturité. On doit donc les prélever avant la maturité si l'on souhaite qu'elles aient les saveurs qu’on leur connait.
C'est une espèce dioïque (pieds mâles et femelles séparés).

## Utilisation

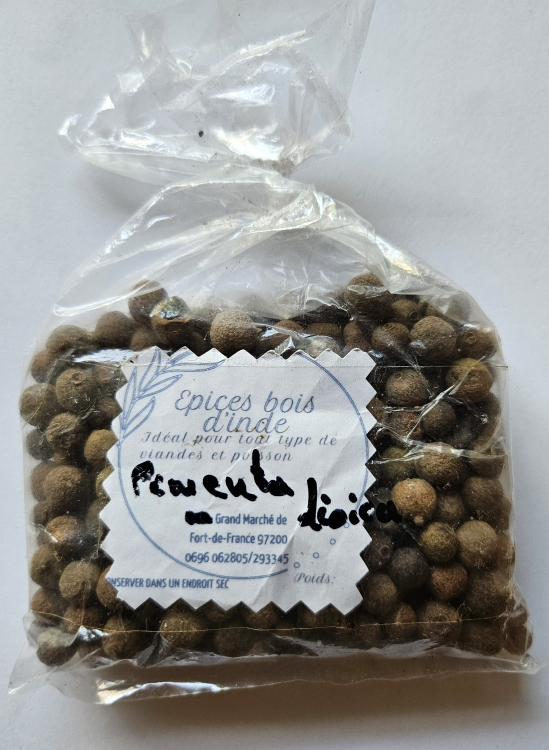
"Epices bois d'Inde" : Sachet de graines sur le marché de Fort de France en Martinique. Conseillé pour tout type de viandes et de poissons

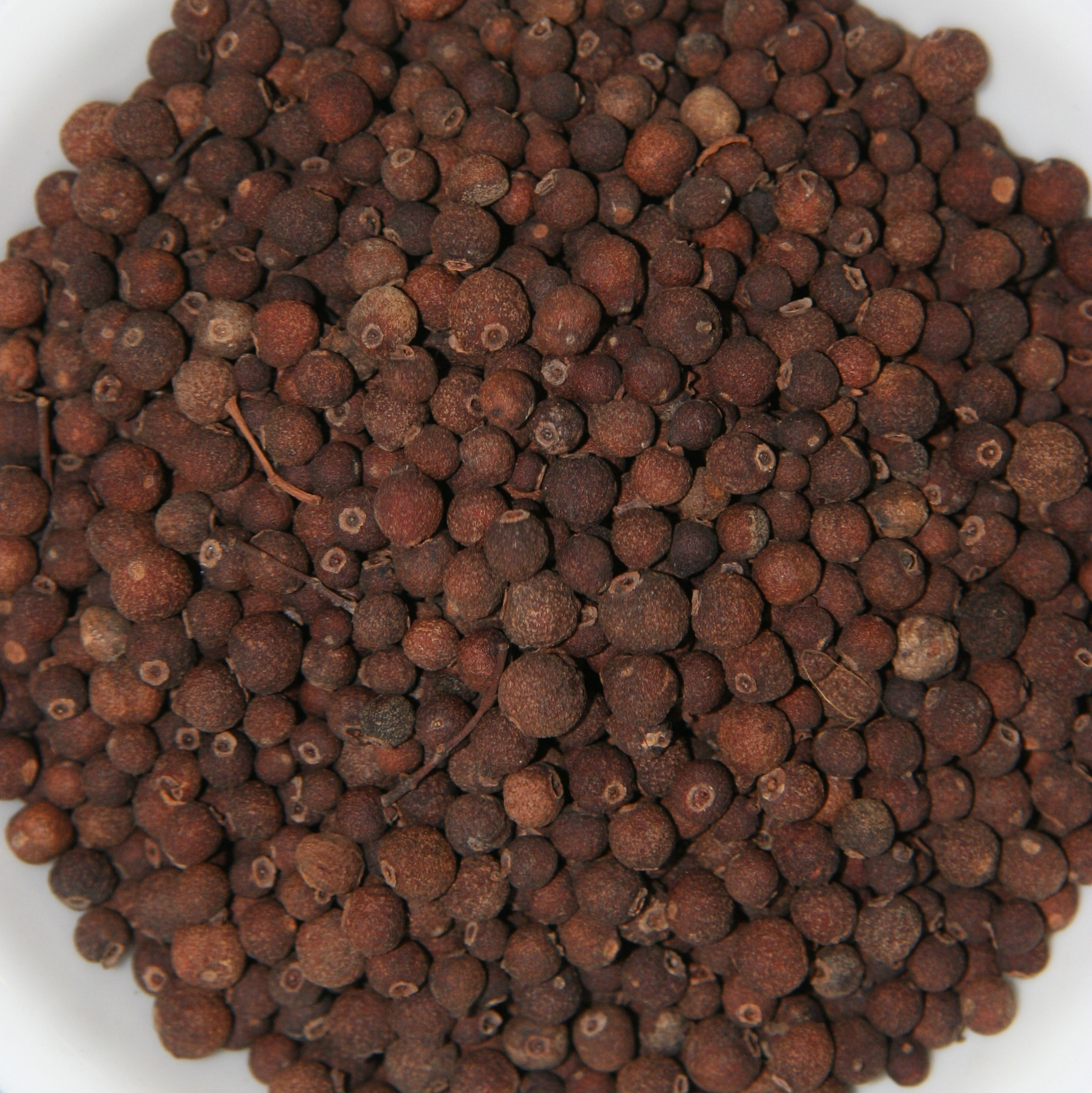
Fruit du piment de la Jamaïque.

- Le fruit séché constitue le quatre-épices, ainsi nommé parce que cette épice développe plusieurs arômes rappelant le poivre, le clou de girofle, la cannelle et la noix de muscade. Il est très utilisé dans la cuisine polonaise et parfume notamment le bigos. Aux Antilles les graines sont recommandées pour accomoder tous types de viandes et de poissons.
- La feuille s'emploie en cuisine comme condiment, à l'instar de la feuille de laurier. Elle entre notamment dans la préparation de nombreuses recettes créoles comme celle du boudin créole, ou antillais, dont elles relèvent le goût.

Les vertus de la feuille sont connues depuis longtemps, elles sont utilisées dans une friction appelée bay rhum commercialisée en Guyane, aux Antilles, Guadeloupe, Martinique, Dominique et Sainte-Lucie, entre autres.

## Synonymes
- Myrtus dioica L.
- Myrtus pimenta L.
- Pimenta officinalis Lindl.
- Pimenta pimenta (L.) H.Karst.
- Pimenta vulgaris Lindl.